# Estación de ferrocarril de Wuchang
La estación de Wuchang (en chino simplificado, 武昌站) es una estación de ferrocarril ubicada en el lado este de Zhongshan Road en el distrito de Wuchang en Wuhan, capital de Hubei, China. Es una parada del ferrocarril Beijing-Guangzhou, el ferrocarril Wuhan-Jiujiang y el ferrocarril Hankou-Danjiangkou. 
Fundada como la estación de la puerta de Tongxiang en 1917, la estación se trasladó varias veces y se instaló en la ubicación actual en 1957. Es el centro de transporte más grande de Wuhan con un tráfico diario de 77 000 pasajeros y 20 000 paquetes a partir de 2000, y un récord de 80 000 pasajeros por día durante el período Chunyun a partir de 2008.
En 2010, algunos sistemas de horarios (por ejemplo, www.tielu.org) comenzaron a referirse a la estación de ferrocarril de Wuchang por uno de sus nombres antiguos, "Estación Wuchang Sur" (武汉南 站). Sin embargo, "Wuchang" sigue siendo tanto el nombre oficial como el de uso común, pues ya existe una pequeña estación llamada Wuchang Sur cerca de la Universidad Tecnológica de Hubei.